# Faire kiffer les anges
Pour plus de détails, voir Fiche technique et Distribution.
Faire kiffer les anges est un documentaire français réalisé par Jean-Pierre Thorn et sorti en 1997.

## Synopsis
Le mouvement hip-hop en France : «  Un voyage (...) à travers des paysages lunaires - friches industrielles, caves, cités, centres urbains anonymes - à la rencontre de quelques-uns des personnages de cette aventure pour restituer une parole véritable » (Jean-Pierre Thorn}.

## Fiche technique
- Titre : Faire kiffer les anges
- Réalisation :  Jean-Pierre Thorn
- Photographie : Denis Gheerbrant, José Reynes et Christophe Pollock
- Son : Jean-Paul Bernard
- Montage : Janice Jones
- Production : Agat Films & Cie / Ex Nihilo
- Pays :  France
- Genre : documentaire
- Durée : 128 minutes
- Date de sortie : France - mai 1997 (présentation au festival de Cannes)

## Distribution
- Les compagnies Aktuel Force, Accrorap, Azanie, Käfig et Melting Spot

## Sélections
- Festival de Cannes 1997 (programmation de l' ACID)[1]